# رقم

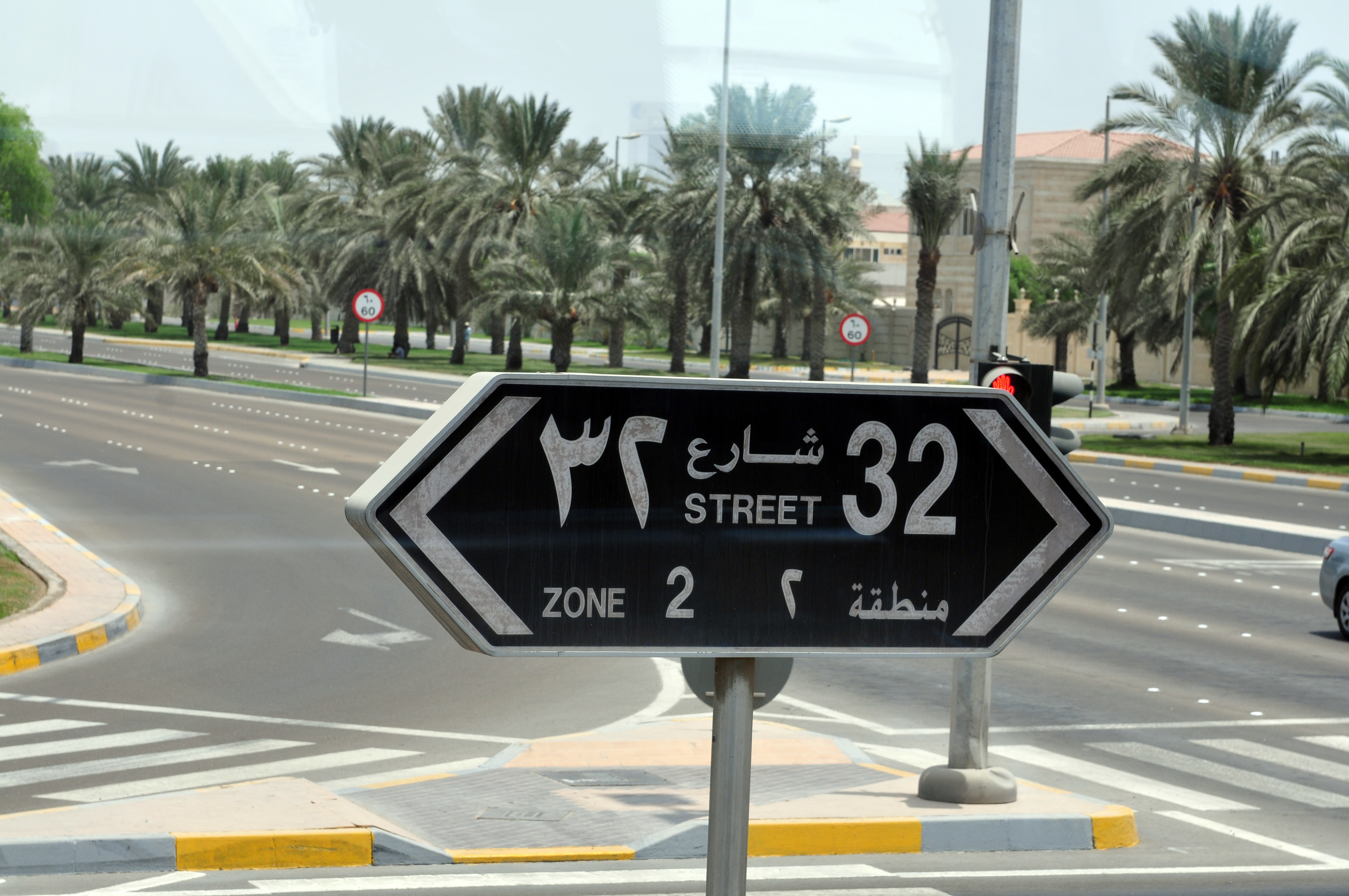
الأرقام رموز تدل على أعداد، وفي الوطن العربي المعاصر يستعمل نظامين، فيصبح العدد (اثنان وثلاثون) تكتب أرقامه بطريقتين وهي ٣٢ في المشرق أو 32 في المغرب

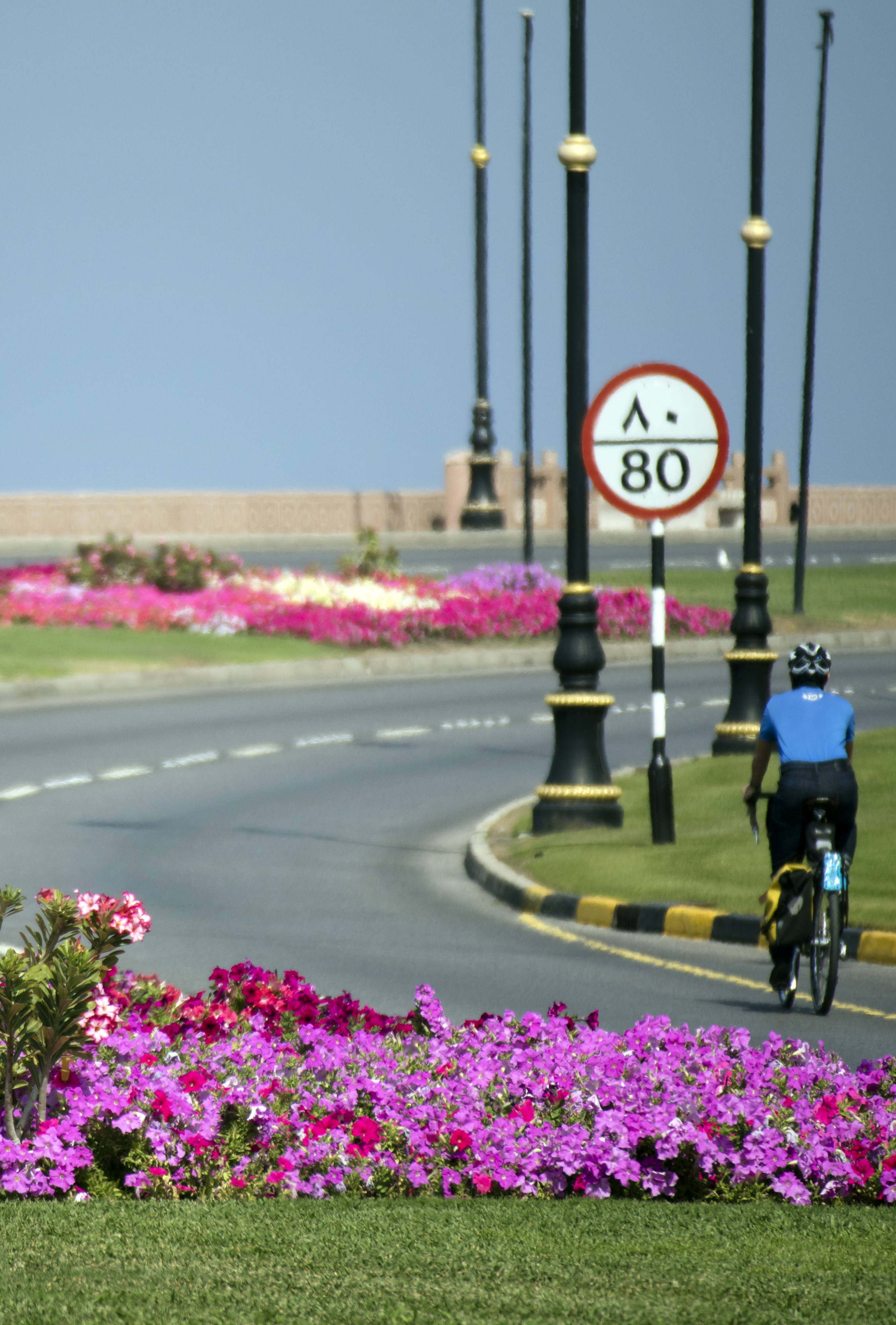
لافتة مرورية تبين السرعة القصوى بالأرقام الهندية العربية والأرقام العربية

الرَّقْم (بسكون القاف) رمزٌ يمثل عددًا -كالحروف؛ رموز تمثل الكلمة- في نظام العد (كأن تقول: 3، أو 7).، فإن كتابة رمز منها أو إقران بعض هذه الرموز ببعض تمثل الأعداد قيمةً ذهنية ذات معنى. كأن تقول 73 هو رمز لقيمة ثلاثة وسبعون شيئًا أيا كان هذا الشيء، فالرَّقْم: رمزٌ حسابي، يدل على قيمة الشيء أو على صاحبه، للتعبير عن أحد الأعداد البسيطة، وهي الأعداد التسعة الأولى والصفر: 1، 2، 3، 4، 5، 6، 7، 8، 9، والصفر.
كلمة أرقام اللاتينية digit تحمل معنى الإصبع ولأن الإنسان ذو عشرة أصابع في يده فقد نشأت لديه فكرة النظام العشري المسمى باللاتينية decem والذي يعني كذلك العشري.
يعرف العرب النظام العَشْري ذهنيًا قبل أن يعرفوا الكتابة، ففي القرآن هناك ألفاظ للأعداد وردت في آياتٍ وقصص كثيرة، وهنا أمثلة على بعض الألفاظ التي تعطي دليلًا على وجود النظام العشري في اللغة المنطوقة قبل أن تكتب: فكلمة عشرون هي جمع عشرة، وكلمة أحد عشر تعطي لفظ مباشر لوجود الإضافة إلى عشرة لما يتلوها من أعداد، وفي القران «إذ قال يوسف لأبيه يا أبت إني رأيت أحد عشر كوكبا». ولفظة إثنا عشر وردت في آية «إن عدة الشهور عند الله إثنا عشر شهرًا». فبذلك نعرف أن النظام العشري هو نظام فطري عند البشر الذين كانوا يحصون الأعداد على أصابعهم العشر ويضيفون لما بعد العشرة عليها.

## اطلاع
في نظامٍ رقميٍ أساس، فإن العدد هو تسلسل من أرقام، وهو الذي قد يكون من أي طول. وكل موضع في هذا التسلسل له قيمة الموضع (الخانة). وكل رقم له قيمة. وقيمة العدد تحسب بضرب كل رقم من السلسلة في قيمة موضعه. مثال ذلك الرقم 325 فيه ثلاثة مواضع الخمسة في موضع الآحاد والاثنان في موضع العشرات والثلاثة في موضع المئات. فقيمة الخمسة هي خمسة لأن 5 ضرب واحد (آحاد) يساوي خمسة، والاثنان قيمتها عشرون لأن 2 ضرب عشرة يساوي عشرون (ضربت في عشرة لأنها في موضع العشرات) والثلاثة قيمتها ثلاث مئة لأن 3 ضرب مئة يساوي ثلاثمئة.

## قيمة الرقم
كل رقم في أي نظام عشري يمثل عددًا صحيحًا، مثلا في النظام العشري الرقم 1 يمثل العدد الصحيح واحد، وفي النظام الستعشري الحرف A يمثل عشرة. عرف التاريخ سلاسل أرقام متعددة مثل الأرقام الرومانية، والأرقام العربية، والأرقام الهندية القديمة والفارسية وغيرها.
اعتمدت أشكال أخرى تعتمد في ترقيمها على حروف وتركيب كلمات كحساب الجُمَّل.